# Teofilia Latoś
Teofilia Latoś (ur. 12 kwietnia 1953) – polska nauczycielka, od 1998 r. prezes mszańskiego Oddział Polskiego Towarzystwa Ludoznawczego.

## Życiorys
Urodziła się 12 kwietnia 1953 r. pochodzi z Mszany Dolnej. Ukończyła studia na Uniwersytecie Pedagogicznym im. Komisji Edukacji Narodowej w Krakowie uzyskując tytuł zawodowy magistra pedagogiki.
Po zakończeniu nauki w liceum rozpoczęła pracę w Przedszkolu nr 2 w Mszanie Dolnej, gdzie pracowała przez 40 lat, a przez 24 lata sprawowała w nim funkcję dyrektora. W trakcje pracy w przedszkolu troszczyła się o propagowaniu tradycji górali zagórzańskich, w 1987 założyła zespół regionalny Mali Zagórzanie, utworzyła izbę regionalną z eksponatami o charakterze etnograficznym.
Jej zainteresowanie etnografią zaprowadziło ją do Polskiego Towarzystwa Ludoznawczego do którego dołączyła w 1994 r., a od 1998 r. pełni funkcję prezesa oddziału Polskiego Towarzystwa Ludoznawczego w Mszanie Dolnej. Głównie dzięki jej staraniom w 1997 i 2007 roku w Mszanie Dolnej odbyły się 73 i 83 Walne Zgromadzenia Delegatów PTL.
W wyborach samorządowych 2018 roku startowała na radną Mszany Dolnej z listy PSL-u, nie uzyskała mandatu.
Podczas spotkań z członkami PTL-u wygłaszała referaty związanych z obrzędowością i tradycją regionu zagórzańskiego. Z jej inicjatywy przy oddziale PTL Mszana Dolna powstała Zagórzańska Izba Regionalna, której jest kustoszem od 27 stycznia 2023 r.
19 września 2024 r. decyzją 99 Walnego Zjazdu Delegatów PTL w Toruniu zostało jej przyznane honorowe członkostwo tego towarzystwa, z uzasadnieniem, że jest ono wyrazem docenienia działalności na rzecz Towarzystwa oraz wspierania i upowszechniania wiedzy z dziedziny etnografii/etnologii/antropologii kulturowej.

## Publikacje
- „Wdrażanie założeń programowych dziedzictwa kulturowego w regionie na podstawie pracy wychowawczo-dydaktycznej Miejskiego Przedszkola im. Janiny Porazińskiej w Mszanie Dolnej”
- „Regionalizm w przedszkolu” w Almanachu Ziemi Limanowskiej nr 3/2000/2001,
- „Polskie Towarzystwo Ludoznawcze w Mszanie Dolnej” w Almanachu Ziemi Limanowskiej nr 15/2003/2004,

## Nagrody i odznaczenia (lista niepełna)[1]
- Medal Komisji Edukacji Narodowej
- Odznaka honorowa „Zasłużony dla Kultury Polskiej”
- Nagroda Małopolskiego Kuratora Oświaty w Krakowie
- Nagroda Ministra Edukacji Narodowej
- dyplom uznania od Starostwa Powiatowego w Limanowej